# Riksförbundet Bostadsrätterna Sverige
Riksförbundet Bostadsrätterna Sverige är en intresse- och medlemsorganisation för bostadsrättsföreningar i Sverige. Den egentliga firman är Riksförbundet Bostadsrätterna Sverige ekonomisk förening. Fram till 2011 hette organisationen SBC ekonomisk förening.
9 000 bostadsrättsföreningar som medlemmar. Bostadsrätterna var tidigare storägare i SBC Sveriges BostadsrättsCentrum AB. Tidigare fanns även 8 500 bosparmedlemmar men den verksamheten avvecklades 2019.